# Bermejo megye (Formosa)
Bermejo egy megye Argentína északi részén, Formosa tartományban. Székhelye Laguna Yema.

## Népesség
A megye népessége a közelmúltban a következőképpen változott:
| Év   | Lakosság |
| ---- | -------- |
| 2001 | 12 615   |
| 2010 | 14 046   |